# Strychnos gardneri
Strychnos gardneri är en tvåhjärtbladig växtart som beskrevs av A. Dc.. Strychnos gardneri ingår i släktet Strychnos och familjen Loganiaceae. Inga underarter finns listade i Catalogue of Life.